# Monte Alegre do Piauí
Monte Alegre do Piauí é um município brasileiro do estado do Piauí. Localiza-se a uma latitude 09º45'14" sul e a uma longitude 45º18'14" oeste, estando a uma altitude de 453 metros. Sua população estimada em 2004 era de 10 632 habitantes.

## História
Desmembrou-se da cidade de Gilbués do Piauí ao sul. A povoação da cidade foi iniciada após a descoberta de uma mina de diamantes em 1946, o que impulsionou o crescimento da população na região. Inicialmente os garimpeiros residiram em Monte Alegre após serem proibidos de construir na zona urbana de Gilbués. O município foi criado pela Lei Estadual de 27 de fevereiro de 1954. A sua emancipação se deu 30 de junho de 1955 com a posse dos primeiros vereadores e o prefeito.
Possui uma área de 2.417,854 km².

## Lista de prefeitos
| Nº                    | Nome                    | Partido               | Início do mandato      | Fim do mandato         | Observações     |
|                       | Nivaldo Silva Sousa     |                       | 1º de janeiro de 1989  | 31 de dezembro de 1992 | Prefeito eleito |
|                       | Amando Gomes da Silva   |                       | 1º de janeiro de 1993  | 31 de dezembro de 1996 | Prefeito eleito |
|                       | Esdras Avelino Filho    | PFL                   | 1º de janeiro de 1997  | 31 de dezembro de 2000 | Prefeito eleito |
| 1º de janeiro de 2001 | Esdras Avelino Filho    | PFL                   | 31 de dezembro de 2004 | Prefeito reeleito      |                 |
|                       | Clézio Gomes da Silva   | PSDB                  | 1º de janeiro de 2005  | 31 de dezembro de 2008 | Prefeito eleito |
| PTB                   | Clézio Gomes da Silva   | 1º de janeiro de 2009 | 31 de dezembro de 2012 | Prefeito reeleito      |                 |
|                       | Davinelson Soares Rosal | PSB                   | 1º de janeiro de 2013  | 31 de dezembro de 2016 | Prefeito eleito |
| 1º de janeiro de 2017 | Davinelson Soares Rosal | PSB                   | 31 de dezembro de 2020 | Prefeito reeleito      |                 |

Vice-prefeitos: Francisco das Chagas Dias Rosal Junior - PFL (2005-2008); Lindovacy Alves dos Santos (2009-2012); Luís Keldes Ferreira Borges - PP (2013-2016); Donizete Frutuoso Matos - PT (2017-2020).

## Lista de Vereadores do quadriênio (2017–2020)
Estes são os vereadores eleitos nas eleições de 2 de outubro de 2016:
|   | Nome                                                                              | Partido                                  | Votos | %     | Observações |
| - | --------------------------------------------------------------------------------- | ---------------------------------------- | ----- | ----- | ----------- |
| 1 | Márcio José Clementino Folha (Taguatinga, 21.03.1975–)                            | Partido Republicano Brasileiro (PRB)     | 538   | 7,42% | 1º mandato  |
| 2 | Reginaldo Rodrigues Bastos da Silva, Rejão (Monte Alegre do Piauí, 26.09.1972–)   | Partido Social Democrático (PSD)         | 507   | 6,99% | 1º mandato  |
| 3 | Dijalma Gomes Mascarenhas (Monte Alegre do Piauí, 19.08.1970–)                    | Partido Republicano Progressista (PRP)   | 500   | 6,89% | 1º mandato  |
| 4 | Fábio Alves da Silva, Baú (Brasília, 12.06.1983–)                                 | Partido Socialista Brasileiro (PSB)      | 464   | 6,40% | 1º mandato  |
| 5 | Hélio Rodrigues da Silva Filho (Monte Alegre do Piauí, 20.06.1969–)               | Partido Pátria Livre (PPL)               | 462   | 6,37% | 1º mandato  |
| 6 | Evandro Carvalho França (Monte Alegre do Piauí, 22.03.1984–)                      | Solidariedade (SDD)                      | 418   | 5,76% | 1º mandato  |
| 7 | Mosalvão Lustosa Pereira (Monte Alegre do Piauí, 16.04.1968–)                     | Partido Social Democrático (PSD)         | 368   | 5,07% | 1º mandato  |
| 8 | José Bonifácio Lustosa dos Santos, Bonefácio (Monte Alegre do Piauí, 19.04.1970–) | Partido Democrático Trabalhista (PDT)    | 328   | 4,52% | 1º mandato  |
| 9 | Antonio Pereira do Nascimento Filho (Monte Alegre do Piauí, 06.05.1966–)          | Partido Humanista da Solidariedade (PHS) | 317   | 4,37% | 1º mandato  |